# Израильско-казахстанские отношения
Казахстанско-израильские отношения — двусторонние дипломатические отношения между Государством Израиль и Республикой Казахстан. Отношения были установлены 10 апреля 1992 года. Посольство Израиля в Казахстане открылось в августе 1992 года, а казахстанское посольство в Израиле — в мае 1996 года. Посольство Израиля расположено в Астане, а посольство РК — в Тель-Авиве.

## История
Дипломатические отношения между двумя государствами были установлены 10 апреля 1992 года.
Некоторые израильские политологи считают, что сотрудничество Израиля со странами Центральной Азии, в том числе с Казахстаном, связано с участием страны в Новой Большой игре и желанием контролировать стратегические природные ресурсы Центральной Азии.

### В 1990-е годы
В 1993 году израильский министр науки и экономики Амнон Рубинштейн и израильский министр энергетики Моше Шахаль посетили Казахстан.
В 1995 году председатель Верховного суда Казахстана Кайрат Мами посетил Израиль. В этом же году была подписана декларация о взаимоотношениях; соглашение о поощрении и взаимной защите инвестиций; соглашение о сотрудничестве в области охраны окружающей среды, сельского хозяйства и здравоохранения.

### В 2000-е и 2010-е годы
В 2000 году была подписана декларация о дальнейшем развитии взаимопонимания и сотрудничества между двумя государствами; соглашение о сотрудничестве и взаимной помощи в таможенных вопросах; соглашение о сотрудничестве в сфере предпринимательства, инвестиций и расширении взаимовыгодного сотрудничества.
В 2002 году Натан Щаранский, как заместитель премьер-министра и министр строительства и жилищного хозяйства Израиля посетил Казахстан в рамках саммита СВМДА.
В 2004 году премьер-министр Казахстана Даниал Ахметов встретился с израильским послом в Узбекистане для обсуждения социальных и экономических отношений между странами и переносе посольства Израиля в Астану.
В апреле 2009 года Комитет национальной безопасности Казахстана обвинил Министерство обороны в намеренном приобретении неисправных артиллерийских установок, произведённых на израильских заводах. В связи с этим был арестован казахстанский замминистра обороны. В июне того же года президент Израиля Шимон Перес посетил Казахстан. До того он совершил несколько поездок в эту страну, будучи главой МИД Израиля.
21 октября 2018 года в израильском МИДе состоялась встреча представителей этих ведомств двух стран, касательно отмены визовых формальностей для граждан Казахстана при посещении Израиля. Была достигнута договорённость о создании рабочей группы для решения этого вопроса. Казахстан в одностороннем порядке отменил въездные визы для израильтян в начале 2017 года.

### Современные отношения
В июле 2022 года израильский министр туризма Константин Развозов посетил Казахстан. Во время встречи с премьер-министром Алиханом Смаиловым была достигнута договорённость об экспорте пшеницы из Казахстана в Израиль. Переговоры велись на фоне мирового дефицита пшеницы, который стал следствием войны в Украине. Развозов также встретился с заместителем премьер-министра и министром торговли Бахытом Султановым, министром сельского хозяйства Казахстана Ерболом Карашукеевым и бывшим министром сельского хозяйства Казахстана Сапарханом Омаровым.
6 сентября 2023 года министр транспорта Израиля Мири Регев и посол Узбекистана в Израиле Феруза Махмудова подписали протокол о внесении изменений в соглашение о воздушном сообщении между странами, которое было подписано 4 июля 1994 года. На следующий день было объявлено об открытии прямого авиасообщение между Алма-Аты в Тель-Авивом.
В марте 2024 года на территории Голанских высот разместился казахстанский миротворческий контингент, впервые размещённый с момента обретения Казахстаном независимости.

## Официальные визиты
Первый президент Казахстана Нурсултан Назарбаев дважды посещал Израиль с официальным визитом в декабре 1995 года и апреле 2000 года. В марте 2013 года он посетил Израиль с рабочим визитом.
Президент Израиля Шимон Перес посетил государственным визитом в 2009 году. В 2016 году премьер-министр Израиля Биньямин Нетаньяху посетил Казахстан.

## Экономические отношения
В 2004 году для развития и расширения торгово-экономических связей была создана торгово-промышленная палата «Израиль-Казахстан».
В 2011 году объём товарооборота между Израилем и Казахстаном составил 1,544 миллиарда долларов США.
В 2022 году экспорт Казахстана в Израиль составил 833 млн долларов США, а Израиля в Казахстан 71,5 млн долларов.Основной экспорта Казахстана в Израиль составила сырая нефть, сера и газовые турбины. Экспорт Казахстана в Израиль вырос со 135 млн долларов в 2017 году до 833 млн в 2022 году. В свою очередь Израиль экспортирует в Казахстан тропические фрукты, калийные удобрения и хлориды. Экспорт Израиля в Казахстан также увеличился со 46,6 млн долларов в 2017 году до 71,5 млн в 2022 году.

## Военное сотрудничество
Между государствами существует соглашение о сотрудничестве в сфере безопасности, подписанное в 2014 году в Тель-Авиве министрами обороны Казахстана и Израиля. Соглашение закрепляет связи в военной и обороной сфере. Государства также согласились сотрудничать в области беспилотных систем, охраны границ, возможностей управления и спутниковой связи.
В составе казахстанской армии имеется военная техника израильского производства. В частности, в составе казахстанской армии есть 18 единиц РСЗО NAIZA, разработанная Israel Military Industries Systems на основе израильской PULS.

## Еврейская община в Казахстане
Численность еврейского населения Казахстана значительно выросла в годы правления Иосифа Сталина. Также во время Второй мировой войны более 8,5 тысяч евреев спаслись бегством в Казахстан. С 1989 года примерно 10 тысяч евреев переселились из Казахстана в Израиль.
Сегодня в Казахстане проживают более 3,3 тысяч евреев, в стране действуют более двадцати еврейских организаций и 14 школ. Более 700 учащихся посещают еврейские школы по всей стране. Еврейское агентство спонсирует несколько молодёжных центров в Казахстане. В этих центрах подростков учат еврейской культуре и ивриту. В сентябре 2004 года в Астане была открыта крупнейшая в Центральной Азии синагога «Бейт Рахель—Хабад Любавич».

## Послы Казахстана в Израиле
1. Б. Айтимова (1996-2002)
2. М. Тлеуберди (2002-03 – ВПД)
3. К. Абдрахманов (2003-06)
4. Талгат Орекенов (2006 – ВПД)
5. В. Зверьков (2006-08)
6. Г. Оразбаков (2008-12)
7. Б. Нургалиев (2012-09.2014)
8. Д. Куанышев с декабря 2014

## Послы Израиля в Казахстане
1. Бен-Цион Кармель (1993 — 1996)
2. Исраэль Мей-Ами (1996 — 2002, 2008 — 2012)
3. Моше Кимхи (2002 — 2004)
4. Михаэль Лотем (2004 — 2006)
5. Ран Ишай (2006 — 2008)
6. Элияху Тасман (2012 — 2015)
7. Михаил Бродский (6 сентября 2015 — 2018)
8. Лиат Вексельман (2018 — 2022)
9. Эдвин Натан Ябо Глусман (с 2022)